# بيل براودر
بيل براودر هو شخصية أعمال ومستثمر واقتصادي وناشط حقوقي وسياسي أمريكي وبريطاني، ولد في 23 أبريل 1964 في شيكاغو في الولايات المتحدة.

## وصلات خارجية
- الموقع الرسمي